# Rio Sutle
O rio Sutle, também conhecido como rio Sutleje e rio Satluje (em hindi: सतलुज; em sânscrito: शतद्रु ou सुटुद्रि,; romaniz.: IAST: Suṭudri; em panjabi: ਸਤਲੁਜ;  em urdu: ستلج) é o mais longo dos cinco rios que fluem pela região do Panjabe, no norte da Índia e Paquistão, a sul do Indocuche, Himalaia. Nasce no Tibete perto do monte Kailash, e conflui com o rio Chenabe no distrito paquistanês de Baaualpur, para formar o rio Panjenade, que por sua vez desagua no Indo. É também conhecido como rio Vermelho (Red River) na Índia.
As águas do Sutle pertencem à Índia graças a um tratado sobre águas subscrito entre Índia e Paquistão e são desviadas na maioria para canais de rega na Índia. O governo indiano construiu no Sutle  a barragem de Bacra-Nangal, uma enorme barragem multiusos, e há vários projetos hidroelétricos importantes adicionais para o rio.